# 山林道
山林道（英語：Hillwood Road）是香港九龍尖沙咀北部一條道路，位於柯士甸道以南，天文台山以北之間一帶，向天文台山的一端為一行車道路掘頭路，但有樓梯供行人連接柯士甸道，東西走向，西端連接彌敦道近尖沙咀警署。
山林道靜中帶旺，是著名的飲食區，有「尖沙咀食街」或「尖沙咀蘇豪區」之稱。由1970年代開始，已經成為不少高級日本料理店的集中地。現存的老字號商店銀鈴洋酒於原址1969年開業至今，為香港早期的辦館及著名洋酒專門店。現時有多間火鍋店，中菜、日式、西式餐館、韓國餐廳及別緻酒吧，晚間車道兩旁常泊有房車，經常有名人及藝人光顧，包括食家唯靈、徐克、爾冬陞及王傑等。
山林道的原址是遮打爵士擁有的九龍內地段第611號（Chater's Bungalow），建有西式假日別墅、花園和小型哥爾夫球場，早於1900年代前已建成。其後，該地段售予法國外方傳教會作傳道用途。1931年，地段由Wo Lee Land Investment Limited購入，並發展道路和唐樓群。

## 沿路地標

### 教育
大一藝術設計學院曾位於山林道5號，但已搬遷。利瑪竇書院九龍第二校曾位於山林道5及18號，但已結束辦學。萃華英文書院尖沙咀分校，已結束辦學。
多間學校仍然鄰近山林道，包括德信學校、德信幼稚園、拔萃女書院及嘉諾撒聖瑪利書院。山林道現時有不少教育中心及音樂學校，服務區內學生。

### 商業大廈
- 漢國佐敦中心
- 卓能中心
- 協榮商業大廈
- 均樂大廈

### 組織
- 基督復臨安息日會港澳區會
- 中國香港體適能總會

### 宗教建築
- 基督復臨安息日會聖經講座

## 流行文化
- 山林道 (歌曲)：為香港歌手謝安琪在2016年的派台歌曲，皆因其錄音室設立於此街道上，所以歌曲以此街道命名，歌曲講述歌手謝安琪與其音樂團隊出道首十年拼搏的經歷。

## 交通
港鐵
- █  荃灣綫：佐敦站D出口